# La Morra
La Morra település Olaszországban, Piemont régióban, Cuneo megyében. Lakosainak száma 2660 fő (2023. január 1.). La Morra Alba, Barolo, Castiglione Falletto, Cherasco, Narzole, Roddi, Verduno és Bra községekkel határos.

## Népesség
A település lakossága az elmúlt években az alábbi módon változott:
| Lakosok száma | 2708 | 2781 | 2660 |
|               | 2017 | 2018 | 2023 |